# Stomias danae
Stomias danae är en fiskart som beskrevs av Ege, 1933. Stomias danae ingår i släktet Stomias och familjen Stomiidae. Inga underarter finns listade i Catalogue of Life.